# Taishō Roman
Taishō Roman (大正浪漫, englischer Titel Romance) ist ein Lied des japanischen Popmusikduos Yoasobi aus der EP The Book 2. Das Lied erschien auf digitaler Ebene als Musikdownload und im Musikstream am 15. September 2021 bei Sony Music Entertainment Japan.
Das Stück basiert auf den Roman Taishō Romance von Natsumi, welcher auf der Plattform Monogatary.com erstpubliziert wurde und eine Brieffreundschaft zwischen zwei Menschen aus unterschiedlichen Zeitperioden erzählt.
Kommerziell erreichte Taishō Roman in Japan Platz zwei der Billboard Japan Hot 100 und den fünften Platz in den kombinierten Singlecharts von Oricon. Auf internationaler Ebene platzierte sich das Lied in den Billboard Global 200. Zwischenzeitlich wurde das Stück im Streaming-Segment von der Recording Industry Association of Japan (RIAJ) mit einer Platin-Schallplatte ausgezeichnet.

## Hintergrund und Veröffentlichung
Am 20. Juli 2020 verkündete die Plattform Monogatary.com, die zu Sony Music Entertainment Japan gehört, den Schreibwettbewerb Yoasobi Contest Vol.2, bei dem das Siegerwerk als Buch beim Verlag Futabasha veröffentlicht wird und eine musikalische Umsetzung als Lied durch das Duo Yoasobi erhält. Das Gewinnerwerk, Taishō Romance (Originaltitel 大正ロマンス Taishō Romansu) von Natsumi, wurde am 30. Oktober gleichen Jahres aus über 2.000 Einreichungen bekannt gegeben. Die Geschichte folgt Tokito, einem Jungen aus der Reiwa-Zeit, welcher versehentlich einen Brief von Chiyoko, einem Mädchen aus der Taishō-Zeit, erhält und eine Brieffreundschaft zu ihr aufbaut, aus der sich später eine Romanze entwickelt.
Am 9. August 2021 verkündete das Duo während eines YouTube-Live-Events, dass sie das Werk als Lied adaptieren werde und dieses den Titel Taishō Roman erhalten werde. Das Lied sollte am 15. September gleichen Jahres und das Buch einen Tag später erscheinen. Das Lied wurde während der Ausstellung Semiconductors Create New Realities von Yoasobi, welche Teil der Sony-Park-Ausstellung war und in Ginza stattfand, angeteasert. Das Lied erschien schließlich wie geplant am 15. September und wurde später auf die EP The Book 2 gepackt, welche offiziell am 1. Dezember desselben Jahres auf dem Markt gebracht wurde. Eine englischsprachige Version des Liedes wurde unter dem Titel Romance auf der zweiten englischsprachigen EP E-Side 2 am 18. November 2022 veröffentlicht.

## Komposition und Liedtext
Geschrieben und komponiert wurde das Lied von Ayase in cis-Moll. Taishō Roman weist dabei eine Geschwindigkeit von 130 BpM und eine Spiellänge von zwei Minuten und 48 Sekunden auf. Valerie Valdez beschreibt das Stück als ein „bittersüßes Lied mit einem süchtig machenden Pianoklang, welches dem Hörer das Gefühl vermittelt, durch die Zeit zu reisen.“

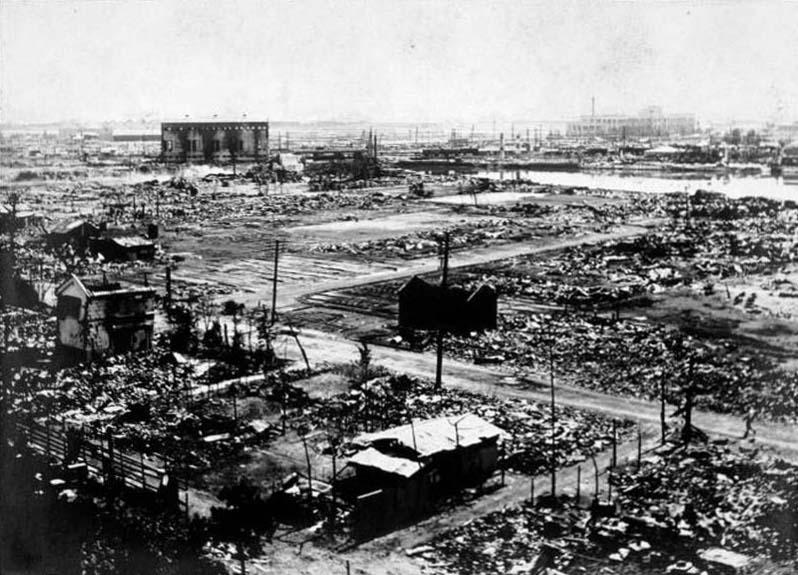
Der Liedtext basiert auf einem epochalen Roman, welcher das Große Kantō-Erdbeben aus dem Jahr 1923 aufgreift

Lyrisch befasst sich das Lied, wie die Romanvorlage, mit einer Zeitspannen-Liebesgeschichte zwischen zwei Menschen, die 100 Jahre auseinanderliegen. Ein Junge aus der Reiwa-Zeit erhält versehentlich den Brief eines Mädchens aus der Taishō-Zeit, den sie vor rund 100 Jahren geschrieben hat. Der Junge verliebt sich in das Mädchen und würde dieses gerne treffen, was aber aufgrund der Zeitspanne unmöglich ist. Der Junge lernt, dass das Mädchen zu einer Zeit einer riesigen Katastrophe, des Großen Kantō-Erdbebens von 1923, lebte. Um sie vor dieser Katastrophe zu warnen, schreibt er ihr einen Brief, welcher allerdings unbeantwortet bleibt. Der Brief des Mädchens wurde erst nach dem Erdbeben an den Jungen geschickt. Er beschreibt diesen Brief als letzten Liebesbrief und ist überzeugt, dass das Mädchen das Erdbeben in ihrer Zeitperiode überlebt hat. Er ist entschlossen, sie eines Tages in einem gemeinsamen Zeitstrang zu treffen.

## Musikvideo
Das offizielle Musikvideo wurde am 16. September 2021 auf dem YouTube-Profil von Ayase veröffentlicht. Drei Tage zuvor veröffentlichte das Duo einen Teaser, in welchem Ikura Passagen aus dem Roman vorliest. Das Charakterdesign für das Video wurde von Eisaku Kubonouchi entworfen, während Shinji Kimura als künstlerischer Regisseur fungierte. Außerdem arbeitete das Duo mit dem Projekt Quadratic Playground von NTT Docomo zusammen, das ein Virtual-Reality-Video produzierte, welches am 26. Oktober 2021 veröffentlicht wurde.
Das Video zeigt Tokito, einen Jungen aus der Reiwa-Zeit, und Chiyoko aus der Taishō-Zeit vor einem lebendig wirkenden Hintergrund, die jeweils einen Brief lesen. Hinter ihnen schweben Kimonomuster, Uhren und Haushaltsgeräte vorbei, ehe das Szenario wechselt und sich beide jeweils den Brief lesend auf der Straße wiederfinden. Die Hintergründe wechseln zwischen einem modernen Schnellzug und einem alten Eisenbahnwagen.
Danach dreht sich Tokito um und erblickt eine riesige Uhr, die 11:58 Uhr schlägt, die Zeit, zu der sich das große Kantō-Erdbeben im Jahr 1923 ereignete. Er rennt durch die Szenerie und wirft einen Brief in einen Briefkasten einer Tür in der Nähe. Später geht er niedergeschlagen, den Liedtext auf weißem Hintergrund zeigend. Danach öffnet sich eine Tür, die andeutet, dass Chiyoko seinen Brief gelesen hat. Sie wirft ihm ihr Antwortschreiben zu. Er liest ihren Brief, während er auf dem Stundenzeiger der gigantischen Uhr steht, während Chiyoko auf dem Minutenzeiger verweilt. Die beiden laufen schließlich aufeinander zu und umarmen sich, doch Chiyoko verschwindet alsbald in einem weißen Licht, kurz bevor das Video endet.

## Mitwirkende
Alle Beteiligten wurden anhand der Credits aus dem Abspann des Musikvideos sowie vom EP-Inlay entnommen.
| Lied - Ayase – Produzent, Liedtexter, Komponist - Ikura – Gesang - Natsumi – Buchvorlage - Takayuki Saitō – Aufnahme (Gesang) - Masahiko Fukui – Mixing Musikvideo - Yusuke Takase – Regie - Eisaku Kubonouchi – Charakterdesign - Shinji Kimura – künstlerischer Regisseur - Shaft – Animationsstudio - Quadratic Playground (NTT Docomo) – Produktion |

## Kommerzieller Erfolg

### Chartplatzierungen
Da Taishō Roman lediglich auf digitaler Ebene erschien, war das Lied in den offiziellen japanischen Musikcharts nicht chartberechtigt. Stattdessen stieg das Lied auf Platz sieben der kombinierten Singlecharts von Oricon ein und erreichte mit dem fünften Platz seine Höchstposition. In den Kompenenten-Charts Digital Songs erreichte das Lied Platz eins.
In den Billboard Japan Hot 100 erreichte das Lied mit knapp mehr als 20.000 gezählten Downloads und etwas mehr als vier Millionen Streams in der Debütwoche, Platz zwei hinter Fear von Kis-My-Ft2.
In den Billboard Global 200 erreichte das Stück mit Platz 105 seine Höchstposition; in den Billboard Global excl. US landete das Lied auf dem 42. Platz.

### Auszeichnungen für Musikverkäufe
Das Lied wurde im Streaming-Segment von der Recording Industry Association of Japan (RIAJ) zwischenzeitlich mit Platin ausgezeichnet.
| Land/Region  | Auszeichnungen für Musikverkäufe (Land/Region, Auszeichnung, Verkäufe) | Verkäufe    |
| ------------ | ---------------------------------------------------------------------- | ----------- |
| Japan (RIAJ) | Platin                                                                 | 100.000.000 |
| Insgesamt    | 1× Platin ·                                                            | 100.000.000 |